# Hirstionyssus talpae
Hirstionyssus talpae är en spindeldjursart som beskrevs av Zemskaya 1955. Hirstionyssus talpae ingår i släktet Hirstionyssus och familjen Dermanyssidae. Inga underarter finns listade i Catalogue of Life.